# 塔德努瓦城
塔德努瓦城（法語：Ville-en-Tardenois，法語發音：[vil ɑ̃ taʁdənwa]，意即为“塔德努瓦地区的城”）是法国马恩省的一个市镇，位于该省西北部，属于兰斯区。

## 地理
塔德努瓦城（49°10'52"N, 3°47'59"E）面积11.2 平方千米，位于法国大東部大區马恩省，该省份为法国东北部内陆省份，北起阿登省，西北接埃纳省，西南接塞纳-马恩省，南至奥布省，东南接上马恩省，东临默兹省。
与塔德努瓦城接壤的市镇（或旧市镇、城区）包括：特拉姆里、尚布雷西、尚普拉和布雅库尔、容克里、莱里、普瓦伊、罗米尼、萨尔西。

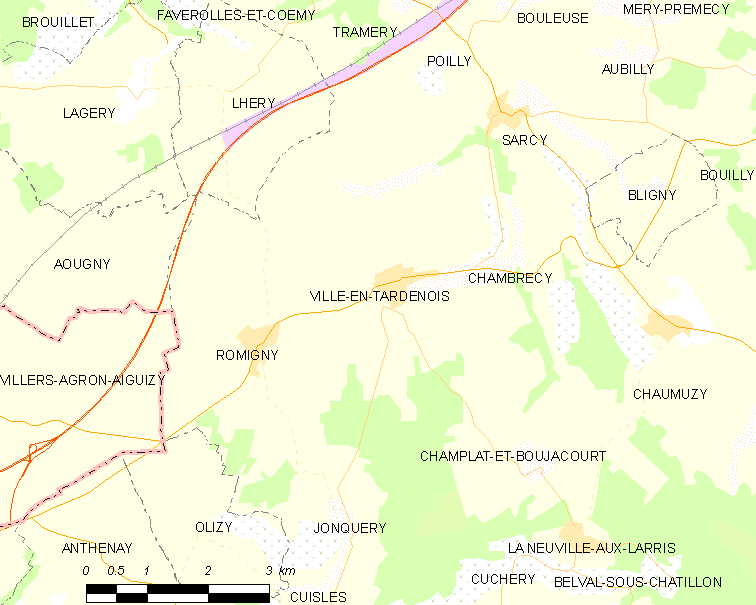
塔德努瓦城的OSM定位图

塔德努瓦城的时区为UTC+01:00、UTC+02:00（夏令时）。

## 行政
塔德努瓦城的邮政编码为51170，INSEE市镇编码为51624。

## 政治
塔德努瓦城所属的省级选区为多尔芒-香槟景县。

## 人口

1962-2008年间塔德努瓦城人口变化图示

塔德努瓦城于2022年1月1日时的人口数量为648人。